# FK 11 Oktomvri Prilep
FK 11 Oktomvri (makedonski: ФК 11 Октомври) nogometni je klub iz Prilepa, Sjeverna Makedonija. Godine 2017. klub je ispao iz južne skupine Trete makedonske fudbalske lige (treći rang makedonskog nogometnog sustavs) i od tada se natječe u makedonskim regionalnim ligama.
Ime je dobio po 11. listopadu, u čast Dana ustanka naroda Makedonije.

## Povijest
Klub je osnovan 1951.
Klub je u sezoni 2010./11. osvojio naslov Makedonske druge lige s menadžerom Nikolceom Zdravevskim i time je izborio plasman u Makedonsku prvu ligu po prvi put u povijesti. Opstao je samo jednu sezonu u najvišoj ligi.
Klub koristi Stadion Goce Delčev uz prilepsku Pobedu.

## Uspjesi
Druga makedonska liga
- prvak: 2010./11.

## Vanjske poveznice
- Službena web-stranica
- Stranica kluba na macedonianfootball.com